# Graphen

Valenzstrichformel

Graphen [gʁa'feːn] (Betonung auf der zweiten Silbe: Graphen; französisch graphène, englisch graphene) ist die Bezeichnung für eine Modifikation des Kohlenstoffs mit zweidimensionaler Struktur. Jedes Kohlenstoffatom ist im Winkel von 120° über Atombindungen mit drei weiteren verbunden, so dass sich ein bienenwabenförmiges Muster ausbildet. Darüber hinaus ist jedes Kohlenstoffatom auch an einer Doppelbindung beteiligt. Die Elektronen dieser Doppelbindungen, die π-Elektronen, sind jedoch vollständig delokalisiert, das heißt frei über die gesamte Wabenstruktur beweglich. Insgesamt handelt es sich bei der Graphenstruktur um eine Verknüpfung sehr vieler Benzolringe zu einer durchgehenden Fläche. Graphen lässt sich damit als Extremfall eines polycyclischen aromatischen Kohlenwasserstoffs beschreiben. Aufgrund der durchgehenden Verknüpfungen in den Flächen sind jedoch dort gar keine Wasserstoffatome gebunden. Nur an den Rändern des Wabengitters sind zum Erreichen der Vierbindigkeit der C-Atome weitere Bindungspartner, beispielsweise Wasserstoffatome, vorhanden. Gemessen an der Größe des Gesamtmoleküls haben sie kaum Einfluss auf die Eigenschaften des Graphens.

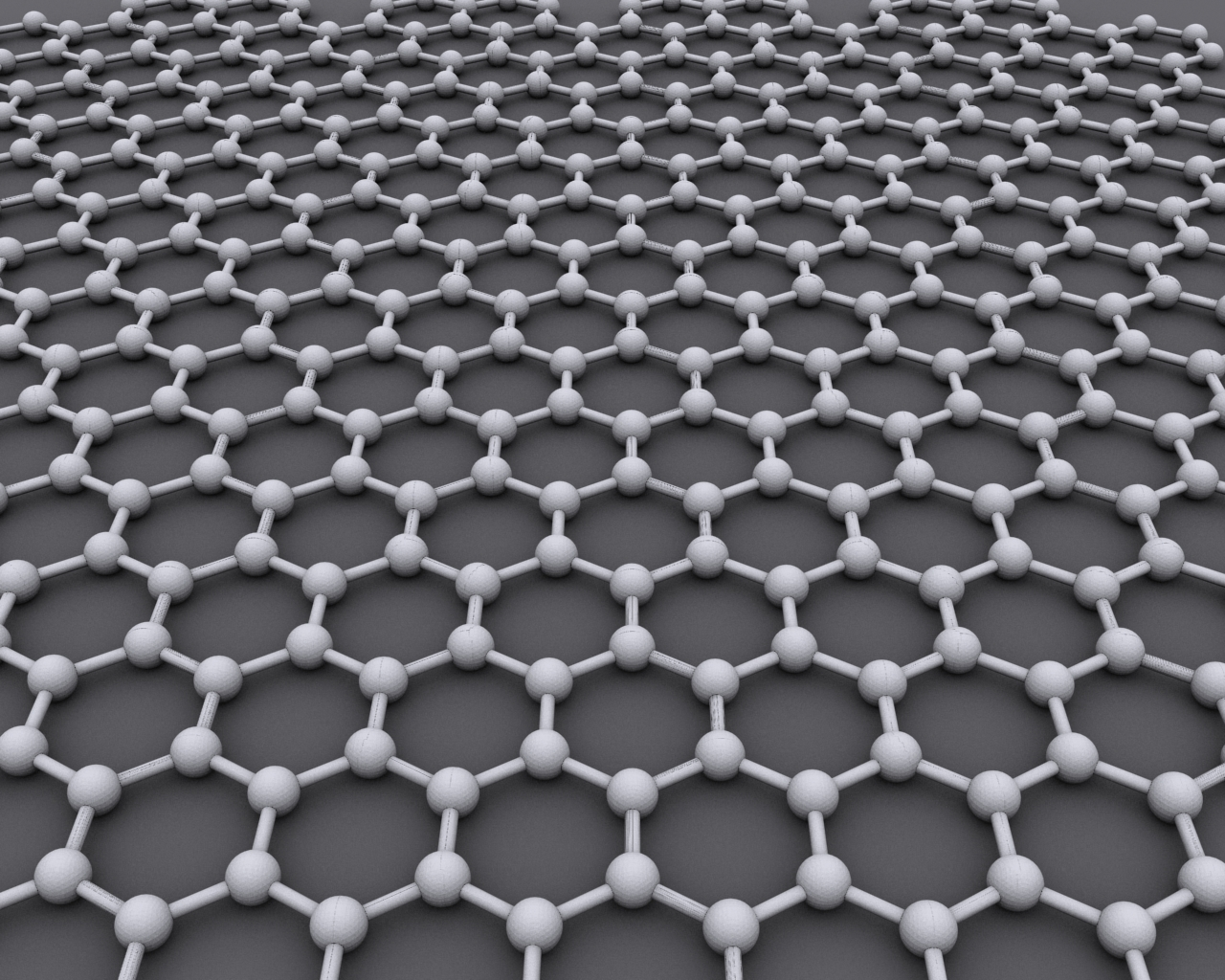
Graphen-Modell

Beziehung zwischen Graphen und Graphit

Gedanklich lässt sich durch Stapeln solcher einlagiger Graphen-Schichten die dreidimensionale Struktur des Graphits erzeugen, mit dem Graphen strukturell eng verwandt ist. Stellt man sich die einlagigen Schichten dagegen aufgerollt vor, so erhält man gestreckte Kohlenstoffnanoröhren. Ebenfalls gedanklich kann man einige der Sechserringe durch Fünferringe ersetzen, wodurch sich die ebene Fläche zu einer Kugelfläche wölbt und sich bei bestimmten Zahlenverhältnissen Fullerene ergeben: Ersetzt man zum Beispiel 12 von 32 Ringen, entsteht das Buckminster-Fulleren (C60). Theoretisch sind auch einlagige Schichten aus anderen vierwertigen Elementen wie Silicium und Germanium möglich. Im Jahr 2012 wurden solche Silicen-Schichten in Form einer leicht gewellten einlagigen Schicht aus Silicium experimentell nachgewiesen.
Im Jahr 2010 wurden Geim und Novoselov für ihre Untersuchungen am Graphen mit dem Nobelpreis für Physik ausgezeichnet, nachdem sie nicht nur für die Darstellung dieser Systeme Entscheidendes geleistet, sondern auch viele ihrer ungewöhnlichen Eigenschaften entdeckt hatten.

## Geschichte
Im Jahr 1859 beschrieb Benjamin Collins Brodie jr. die lamellare Struktur von thermisch reduziertem Graphitoxid. Dieses wurde 1918 von Volkmar Kohlschütter und P. Haenni intensiv untersucht. Sie berichteten daneben auch über die Herstellung von Graphitoxidpapier. Die ersten Transmissionselektronenmikroskop-Aufnahmen (TEM-Aufnahmen) von Kohlenstoffschichten mit geringer Lagenzahl wurden 1948 von G. Ruess und F. Vogt veröffentlicht.
Im Jahr 1947 beschrieb der theoretische Physiker Philip Russell Wallace an der McGill-Universität in Montreal die elektrischen Eigenschaften von einlagigen Kohlenstoffschichten, doch die Fachwelt bezweifelte, dass solche zweidimensionale Kristalle existieren könnten, da sie zu instabil seien. Unendlich ausgedehnte und vollständig flache, d. h. strikt zweidimensionale Strukturen, sollten aufgrund des Mermin-Wagner-Theorems und seiner Varianten, nicht möglich und thermodynamisch instabil sein.
Zu den Pionieren der Graphenforschung gehört auch Hanns-Peter Boehm. Er berichtete bereits 1962 über einlagige Kohlenstofffolien und prägte zudem den Begriff Graphen.
Ein Wendepunkt gelang Konstantin Novoselov, Andre Geim und ihren Mitarbeitern als sie im Jahr 2004 die Darstellung freier, einschichtiger Graphenkristalle bekannt gaben. Deren unerwartete Stabilität könnte durch die Existenz metastabiler Zustände oder durch Ausbildung einer unregelmäßigen Welligkeit (engl. crumpling) der Graphenschicht erklärt werden. Für ihre Forschungen am Kohlenstoff-Allotrop Graphen bekamen Novoselov und Geim im Jahr 2010 den Nobelpreis für Physik zuerkannt.

## Struktur
Alle Kohlenstoffatome von Graphen sind sp2-hybridisiert, das heißt, jedes Kohlenstoffatom kann drei gleichwertige σ-Bindungen zu anderen C-Atomen ausbilden.
Daraus resultiert eine auch aus den Schichten des Graphits bekannte Waben-Struktur. Die Kohlenstoff-Kohlenstoff-Bindungslängen sind alle gleich und betragen 142 pm.
Die dritten, nicht hybridisierten 2p-Orbitale stehen wie auch im Graphit senkrecht zur Graphenebene und bilden ein delokalisiertes π-Bindungssystem aus.
Graphen besteht folglich aus zwei äquivalenten Untergittern A und B, denen die Kohlenstoffatome zugeordnet sind. Die Untergitter sind um die Bindungslänge {\displaystyle a_{b}} gegeneinander verschoben.
Die zweiatomige Einheitszelle wird durch die Gittervektoren {\displaystyle {\vec {a}}_{1}} und {\displaystyle {\vec {a}}_{2}} aufgespannt. Diese zeigen dabei auf die jeweils übernächsten Nachbarn. Die Länge der Vektoren und damit die Gitterkonstante {\displaystyle a} lässt sich berechnen zu
{\displaystyle a=|{\vec {a}}_{1}|=|{\vec {a}}_{2}|={\sqrt {3}}\cdot a_{b}\approx 2{,}46\,\mathrm {\AA} =246\,\mathrm {pm} }.
Graphen kann einerseits als Einkristall, andererseits als riesiges Molekül verstanden werden. Ebenso können kleinere Moleküle wie z. B. Benzol, Hexabenzocoronen oder Naphthalin als wasserstoffsubstituierte Graphenfragmente gesehen werden.

## Herstellung

### Mechanisch

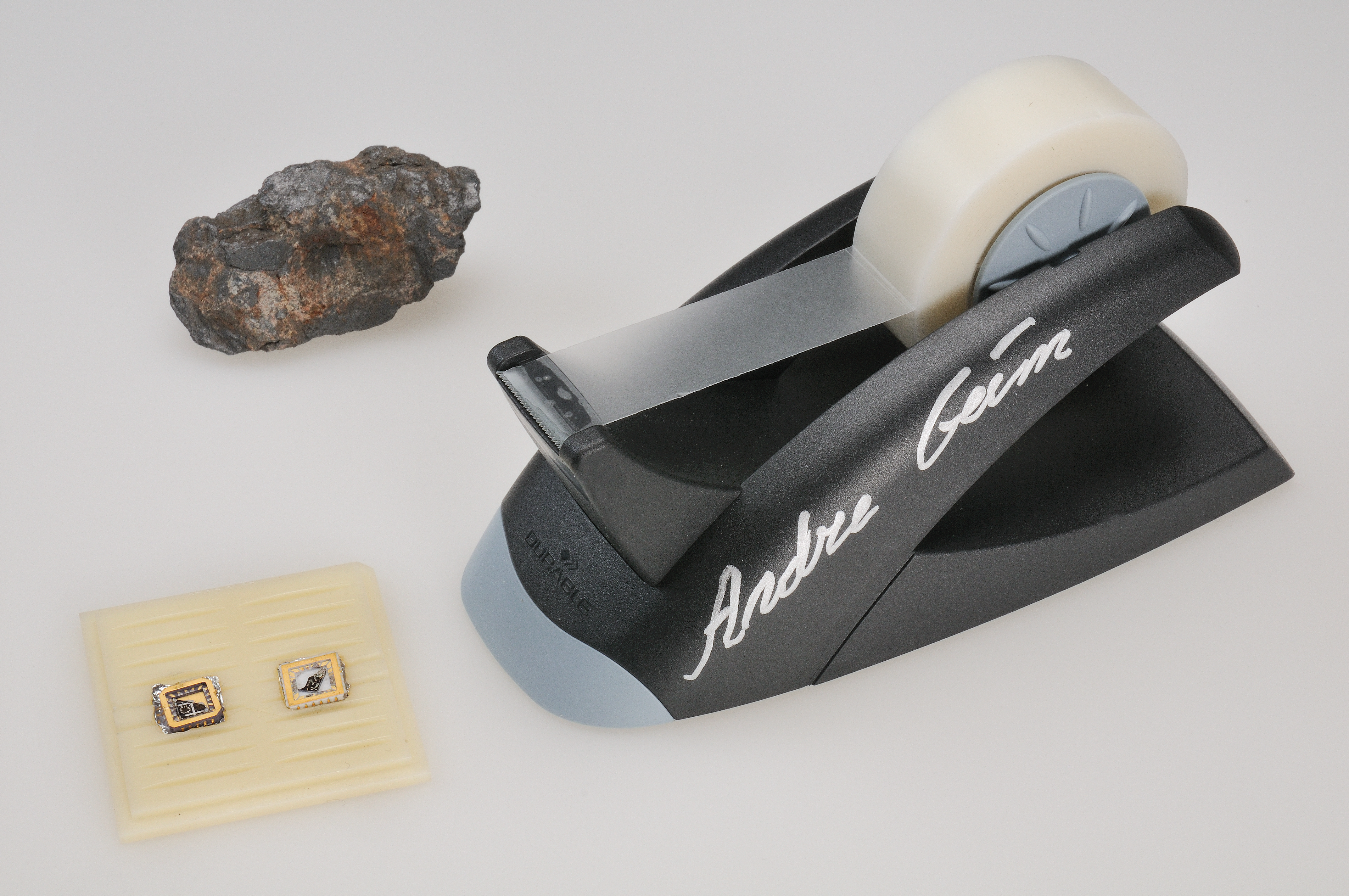
Einer der ersten Graphentransistoren von Geim und Novoselov. Das Graphen wurde dabei mit Klebeband von HOPG abgelöst

Die ersten Graphenflocken wurden von Novoselov durch Abblätterung (Exfoliation) von HOPG (englisch Highly Oriented Pyrolytic Graphite, dt. hochgeordneter pyrolytischer Graphit) gewonnen. Das eingesetzte Verfahren ähnelt dem sogenannten Klebebandtest; dabei wird ein Klebeband auf eine Fläche gedrückt – in diesem Fall auf einen Graphitblock – und anschließend schnell abgezogen, so dass herauslösbare Elemente (hier Graphit) im Klebstoff zurückbleiben. Dieses Klebeband wird dann auf einen mit Fotolack beschichteten Silicium-Wafer gedrückt und nochmals abgezogen. Nach dem Entfernen des Klebebands bleiben dünne Graphitpartikel auf der Oberfläche der Fotolackschicht zurück. Anschließend wird die Fotolackschicht mit Aceton aufgelöst und dann der Wafer mit Wasser und 2-Propanol gespült. Bei Auflösen der Fotolackschicht haften einige Graphitpartikel an der Waferoberfläche, die zusätzlich dünn mit Siliciumdioxid beschichtet sein kann. Auf diese Weise lassen sich lokal dünne Graphitfilme herstellen. Die für Graphenuntersuchungen interessanten Schichten, welche dünner als 50 nm sind, sind optisch fast transparent. Die zusätzliche Schicht verändert die Reflexionseigenschaften des Substrates, so dass sich die durch Interferenzeffekte bedingte violette Farbe der Siliciumdioxidschicht  nach Blau verändert. An den Rändern dieser 50-nm-Schichten kann man dann mit dem Rastertunnel- oder Rasterkraftmikroskop nach dünnerem Graphen suchen.
Bei einer anderen Exfoliationsmethode werden vor dem Exfoliationsprozess mit einem Sauerstoffplasma Vertiefungen in das HOPG geätzt, die isolierte Plateaus (Mesas) stehen lassen. Danach wird ein mit Klebstoff benetzter Glasträger auf die Oberfläche gedrückt und abgezogen. Die im Klebstoff haftenden Mesas werden nun ebenfalls so lange mit Klebestreifen abgezogen, bis nur noch ein Rest übrig bleibt. Danach wird der Klebstoff in Propanon aufgelöst und die im Propanon suspendierten Graphenflocken mit einem Siliciumwafer herausgefischt und wiederum mit optischem Mikroskop und Rastertunnel- oder Rasterkraftmikroskop abgesucht.
Bei diesen beiden Methoden handelt es sich um sehr zeitaufwendige Verfahren, bei denen man zwar hochwertige, aber nur sehr wenige Proben erhält.
Im April 2014 wurde eine Methode bekannt, bei der sich mittels eines starken Mixers in einem Gemisch aus Wasser, Geschirrspülmittel und Graphitpulver große Mengen hochwertiges Graphen erzeugen lassen. Das Graphitpulver wird hierbei in etwa 100 Nanometer große und 1 Nanometer dicke Graphenflocken gespalten.

### Chemisch
Das meistversprechende Verfahren ist die Herstellung von Graphen durch Reduktion von Graphitoxidpapier.
So berichtete beispielsweise das California Nanosystems Institute (CNSI) im Jahr 2008 über ein „Massenproduktionsverfahren“, das auf der Reduktion von Graphitoxidpapier in flüssigem Hydrazin basiert. Auf diese Weise konnten Graphen-Monolagen der Größe 20 µm × 40 µm erzeugt werden.
Daneben wurde auch über den schrittweisen Aufbau aus polyzyklischen Aromaten sowie eine chemische Abblätterung aus Graphit durch organische Lösungsmittel berichtet.
Im Grammmaßstab lässt sich Graphen auch in einer zweistufigen Reaktion herstellen. Dabei werden im ersten Schritt in einer Solvothermalsynthese Natrium und Ethanol miteinander umgesetzt. Unter mehrstündigem Erhitzen unter hohem Druck entsteht dabei ein komplexes Gemisch mit Natriumethoxid als Hauptbestandteil. Im zweiten Schritt wird das Reaktionsgemisch unter Luftausschluss stark erhitzt (Pyrolyse), wobei man nach einer abschließenden Ultraschallbehandlung unter anderem Graphen isolieren kann.
Größere Mengen können durch die Pyrolyse von Graphitoxid erhalten werden. Durch plötzliches Erhitzen auf Temperaturen zwischen 600 und 1000 °C wird dabei die Schichtstruktur des Edukts vom abgespaltenen Gas aufgesprengt, während sich in den Schichten das hexagonale Graphengitter spontan neu bildet. Die dabei typisch erhaltene spezifische Oberfläche des Materials entspricht einer Stapelhöhe von durchschnittlich 2–3 Graphenlagen.

### Epitaktisches Wachstum
Graphen kann epitaktisch auf metallischen Substraten wachsen. Eine in der Literatur vorgestellte Methode ist die Zersetzung von Ethen auf Iridium.
In einem weiteren Verfahren wird die Löslichkeit von Kohlenstoff in Übergangsmetallen verwendet. Beim Erhitzen löst sich der Kohlenstoff im Metall, tritt beim Abkühlen wieder heraus und ordnet sich als Graphen auf der Oberfläche an.
Eine weitere Möglichkeit der Darstellung einzelner Graphenlagen ist die thermische Zersetzung hexagonaler Siliciumcarbid-Oberflächen. Bei Temperaturen oberhalb des Schmelzpunktes von Silicium verdampft das Silicium aufgrund seines (im Vergleich zu Kohlenstoff) höheren Dampfdrucks. Auf der Oberfläche bilden sich dann dünne Schichten einkristallinen Graphits, die aus wenigen Graphenmonolagen bestehen. Dieses Verfahren ist geeignet für Anlassprozesse im Vakuum und in einer Inertgasatmosphäre aus Argon.
Die Dicke und Struktur des epitaktisch gewachsenen Graphens hängt dabei empfindlich von den eingestellten Prozessparametern ab, insbesondere von der Wahl der Atmosphäre und der Struktur der Substratoberfläche sowie der Polarisation der Siliciumcarbid-Oberfläche.
Große Flächen aus Graphen stellt man dadurch her, dass man eine monoatomare Schicht aus Kohlenstoff auf eine Folie aus inertem Trägermaterial, wie zum Beispiel Kupfer, durch chemische Gasphasenabscheidung (CVD, von engl. "Chemical Vapour Deposition) aufbringt und dann das Trägermaterial auflöst, oder indem man das Graphen mechanisch vom Wachstumssubstrat abhebt. Dies geschieht oft mittels elektrochemischer Delamination ("Bubbling"), wobei eine Spannung angelegt wird, um durch Elektrolyse Gas unter dem Graphen herzustellen. Man verbindet die Kupferfolie als Elektrode mit einer Spannungsquelle; die zweite Elektrode wird in einer Salzlösung befestigt. Beim folgenden Eintauchen der Folie entstehen Blasen unter dem Graphen, welches sich so vom Kupfer löst und dann gereinigt werden kann. Damit die dünne Graphenschicht nicht zerstört wird, wird sie üblicherweise vorher mit einem Kunststoff beschichtet, der die Stabilität beim Ablösen erhöht. Kupferfolien sind für CVD besonders geeignet, da sich kaum Kohlenstoff im Metallgitter zu lösen vermag (also die Oberfläche kaum durchdringt). Die schwache Wechselwirkung zwischen Graphen und Kupfer ist ein weiterer großer Vorteil.  Die Geschwindigkeit dieses Prozesses kann durch eine schwache Sauerstoffzufuhr, zum Beispiel durch Erhitzen eines SiO-Gitters drastisch erhöht werden.

## Eigenschaften
| Eigenschaft                          | Wert               |
| ------------------------------------ | ------------------ |
| Flächenmasse                         | 7,57 × 10−7 kg·m−2 |
| E-Modul                              | ca. 1020 GPa       |
| Zugfestigkeit                        | 125 GPa            |
| Schwächung von sichtbarem Licht      | 2,3 %              |
| Schichtdicke                         | 3,35 × 10−10 m     |
| Wärmeleitfähigkeit                   | ca. 5000 W/(m·K)   |
| Spezifischer elektrischer Widerstand | 31 Ω·m             |

Graphen hat ungewöhnliche Eigenschaften, die es sowohl für die Grundlagenforschung als auch für Anwendungen interessant machen, und zwar vor allem in der Physik.
Beispielsweise sind Graphen-Flächeneinkristalle innerhalb der Flächen außerordentlich steif und fest. Der Elastizitätsmodul entspricht mit ca. 1020 GPa dem von normalem Graphit entlang der Basalebenen und ist fast so groß wie der des Diamants. Seine Zugfestigkeit von 1,25 × 1011 Pa ist die höchste, die je ermittelt wurde, und rund 125-mal so hoch wie die von Stahl. Ein Band aus Graphen von 1 m Breite und 3,35 × 10−10 m Dicke, also von einer Atomlage, hat daher eine Zugfestigkeit von 42 N. Ein Band für einen Weltraumlift aus Graphen mit konstanter Querschnittsfläche würde in der Höhe der geostationären Umlaufbahn von 35.786 km erst zu 87,3 % seiner Reißfestigkeit belastet werden.
Ausgehend von monokristallinem Graphit mit einer Dichte von 2260 kg·m−3 und einem Schichtabstand von 3,35 × 10−10 m errechnet sich durch Multiplikation für Graphen eine Flächenmasse von 7,57 × 10−7 kg·m−2. Ein Quadratkilometer wiegt somit 757 g. „Eine Graphen-Hängematte von einem Quadratmeter Größe könnte eine vier Kilogramm schwere Katze tragen – und selbst nur so viel wiegen wie ein einzelnes Schnurrhaar der Katze.“
Graphen verhält sich durch das Fehlen einer Bandlücke als Elektrischer Leiter, siehe die unten stehende Abbildung zur Energie der Elektronen in Graphen. Eine künstliche Bandlücke im Graphen kann jedoch erzeugt werden, indem man in die Schicht ein maximal 10 nm breites sog. Gate „einschneidet“.
Messungen haben ergeben, dass eine einzelne Graphenschicht das Licht etwa um πα ≈ 2,3 % abschwächt (mit der Feinstrukturkonstante α), und zwar über das gesamte sichtbare Spektrum.

### Pseudo-relativistisches Verhalten

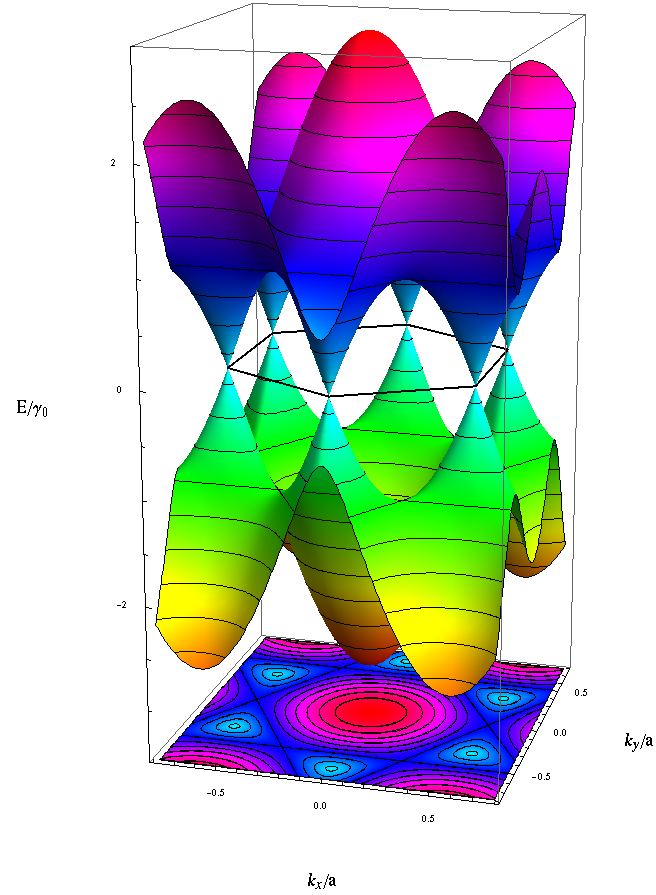
Energie der Elektronen in Graphen als Funktion ihrer Wellenzahl in Tight-Binding-Näherung.
Die „besetzten“ bzw. „unbesetzten“ Zustände („gelb-grün“ bzw. „blau-rot“) berühren einander ohne Lücke genau an den im Text erwähnten sechs k-Werten.

Die elektrischen Eigenschaften von Graphen lassen sich gut durch ein Tight-Binding-Modell beschreiben. Im Rahmen dieses Modells ergibt sich die Energie der Elektronen mit Wellenzahl {\displaystyle \mathbf {k} } (siehe Wellenvektor) zu
{\displaystyle E=\pm {\sqrt {\gamma _{0}^{2}\left(1+4\cos ^{2}{\pi k_{y}a}+4\cos {\pi k_{y}a}\cdot \cos {\pi k_{x}{\sqrt {3}}a}\right)}}},
mit der Nächsten-Nachbar-Hopping-Energie {\displaystyle \gamma _{0}\approx 2{,}8\ \mathrm {eV} } und der Gitterkonstante {\displaystyle a\approx 2{,}46\ \mathrm {\AA} }. Leitungs- und Valenzband entsprechen Plus- bzw. Minus-Vorzeichen in der obigen Dispersionsrelation. Sie berühren einander in Graphen genau in sechs ausgezeichneten Punkten, den sogenannten K-Punkten, von denen jedoch nur zwei voneinander unabhängig sind (die übrigen sind durch die Gittersymmetrie zu diesen beiden äquivalent). In ihrer Umgebung hängt die Energie wie bei einem relativistischen Teilchen linear von {\displaystyle \mathbf {k} } ab (vgl. Photon: {\displaystyle E=\hbar c|{\vec {k}}|}). Da die Basis zweiatomig ist, hat die Wellenfunktion sogar eine formale Spinorstruktur. Das führt dazu, dass die Elektronen bei niedrigen Energien durch eine Relation beschrieben werden können, die äquivalent zur Dirac-Gleichung ist, und das zusätzlich im sogenannten chiralen Limes, d. h. für verschwindende Masse {\displaystyle M_{0}}, was einige Besonderheiten ergibt:
{\displaystyle v_{F}\,{\vec {\sigma }}\cdot {\vec {\nabla }}\psi (\mathbf {r} )=E\psi (\mathbf {r} )}
Hier bezeichnet {\displaystyle v_{F}\approx 10^{6}\ \mathrm {m/s} } die Fermi-Geschwindigkeit in Graphen, die an die Stelle der Lichtgeschwindigkeit tritt; {\displaystyle {\vec {\sigma }}} bezeichnet die Pauli-Matrizen, {\displaystyle \psi (\mathbf {r} )} die zweikomponentige Wellenfunktion der Elektronen und {\displaystyle E} ihre Energie.

### Ungewöhnlicher Quanten-Hall-Effekt
Wegen der Besonderheiten in der Dispersion ist in diesem Material die Treppenstruktur der ganzzahligen Quanten-Hall-Plateaus, {\displaystyle \sigma _{xy}\propto n}, für alle Stufen genau „um 1/2 verschoben“, {\displaystyle n\to n+{\tfrac {1}{2}}\,,\,n\in \mathbb {N+} .} Die Zwei-Valley-Struktur (formaler „Pseudospin“) und die „echte“ Spin-Entartung ergeben zusammen einen zusätzlichen Faktor 4. Bemerkenswerterweise kann man dies – im Gegensatz zum konventionellen Quanten-Hall-Effekt – auch bei Zimmertemperatur beobachten.

### Steifigkeit und Temperaturabhängigkeit
Graphen ist in Schichtrichtung extrem steif, weil die sp2-Bindung zwischen benachbarten Atomen von der Stärke her mit der sp3-Bindung von Diamant vergleichbar ist. Dementsprechend erwartet man generell – und das entspricht dem Experiment –, dass die für die Anwendung interessanten Eigenschaften von Graphen nicht nur am absoluten Temperaturnullpunkt gelten, d. h. bei −273,15 °C, sondern bei Zimmertemperatur gültig bleiben.
Eine solche Eigenschaft ist die Thermoelektrizität: Ein Temperaturgradient in Graphen-Ebenen verursacht eine elektrische Feldstärke aufgrund einer Entkopplung der Temperatur der Elektronen von der des Gitters. Elektrische Spannung bei Beleuchtung von Graphen war schon früher beobachtet worden, aber als Ursache wurde die Photovoltaik vermutet. Dass die Entkopplung noch bei Zimmertemperatur beobachtet werden kann, liegt an der Steifigkeit des Gitters: Die elementaren Schwingungsanregungen des Gitters (Phononen) sind so hochenergetisch, dass die Elektronen selten ein solches Phonon erzeugen.

### Elastisches Verhalten und Pseudo-Magnetfeld
Im Juli 2010 wurde in einer Veröffentlichung in der amerikanischen Wissenschaftszeitschrift Science von extrem starken Pseudo-Magnetfeldern berichtet. Durch elastische Verformung wurden in Graphen winzige dreieckige Bläschen von 4 Nanometer bis 10 Nanometer Größe erzeugt, in denen sich die Elektronen so bewegten, als würde ein etwa 300 Tesla starkes Magnetfeld auf sie einwirken. Es zeigte sich, dass der beobachtete Effekt, im Gegensatz zur Auswirkung eines echten Magnetfeldes, den eigentlichen Spin des Elektrons nicht beeinflusst, sondern dass stattdessen der gerade erwähnte Pseudo-Spin beeinflusst wird, der mit der Existenz zweier verschiedener äquivalenter Basis-Atome in der Bienenwaben-Struktur zusammenhängt. Dieser Pseudospin hat eine ähnliche Wechselwirkung mit dem Pseudo-Magnetfeld wie echte Spins mit echten Magnetfeldern, weil auch diese „Zwei-Niveau-Systeme“ generieren. Die Experimente um den so erzeugten „Pseudo-Quanten-Hall-Effekt“ basierten auf theoretischen Vorhersagen, die damit bestätigt wurden.

### Spinströme
Im April 2011 haben A. Geim und Mitarbeiter einen Artikel veröffentlicht, in dem sie starke Spinströme und strominduzierten Magnetismus in der Nähe des Dirac-Punktes beschreiben, d. h. in der Nähe des Treffpunktes von Leitungsband und Valenzband. Das eröffnet die Aussicht auf Anwendungen in der Spintronik.

### Chemische Funktionalisierung und EU-Großprojekt
2013 hat die EU ein neues Großprojekt („flagship project“) über Graphene angekündigt, an dem Forscher in vielen Mitgliedstaaten zusammenarbeiten werden, vor allem Physiker und Chemiker. Man kann z. B. Doppelbindungen des Graphens – jede zweite Bindung ist eine solche – „aufbrechen“ und durch zwei Einzelbindungen ersetzen, an die man dann verschiedene organische Moleküle anheftet: Dadurch kann man die Eigenschaften des Systems gezielt beeinflussen, was die Wissenschaftler aus dem Projekt untersuchen. Die Erfolge und Budget des Projektes erhöhten sich seit dem Anfang stetig. Im Oktober 2020 wurde beispielsweise 2D-Experimental-Pipeline, ein Projekt, das versucht 2D-Materialien und Graphen in Silicium-Halbleiter einzubauen, angekündigt und begonnen. Heutzutage arbeiten die beteiligten Wissenschaftler an vielen verschiedenen Ideen unter anderem in den Gebieten der Biomedizin, Energie und Elektronik und Photonik.

### Hydrodynamisches Verhalten mit ungewöhnlichen Eigenschaften
2016 wurde ein sogenanntes hydrodynamisches („flüssigkeitsähnliches“) Verhalten der Elektronen im Graphen festgestellt, jedoch mit außergewöhnlichen Eigenschaften: So ist z. B. das sonst für metallische Systeme gültige Wiedemann-Franz-Gesetz, das das Verhältnis von thermischer und elektrischer Leitfähigkeit, geteilt durch die Kelvintemperatur T, bei metallischen Systemen gleich einer universellen Konstante ist, bei Graphen verletzt, indem bei Annäherung der Fermi-Energie an den Überschneidungspunkt die Wärmeleitfähigkeit viel zu groß wird (der spezifische Wärmewiderstand also viel zu klein). Darüber hinaus beobachtet man in dieser Elektronenflüssigkeit (Fachausdruck: Dirac-Flüssigkeit) eine ungewöhnliche Tendenz zur Ausbildung von Wirbelstrukturen.

### Schaltbares, supraleitendes Graphen
Supraleitendes Graphen ist ein neues Material, das durch eine Kombination aus Graphen und Bornitrid gebildet wird. Es zeichnet sich durch seine besondere Eigenschaft aus, dass es elektrisch schaltbar ist. Dies bedeutet, dass kurze Spannungspulse ausreichen, um das Material zum Supraleiter, Leiter oder Nichtleiter zu machen. Diese Fähigkeit könnte neue Anwendungsmöglichkeiten in der Elektronik eröffnen, die Computer und andere Geräte energieeffizienter und schneller machen könnten.

## Verallgemeinerungen
Verallgemeinerungen sind naheliegend. Einige durch Faltung oder Rollprozesse entstehende Strukturen, darunter die Kohlenstoffnanoröhren (englisch carbon nanotubes) und die Fullerene, wurden bereits erwähnt. Aber näherliegend ist es, zunächst Zweilagensysteme aus Graphen zu untersuchen. Diese haben interessante zusätzliche Eigenschaften: Sie zeigen halbleitendes Verhalten analog zu Silicium, aber mit einer Bandlücke, die durch elektrische Felder systematisch verändert werden kann.

## Graphan
Mit Hilfe von atomarem Wasserstoff, der durch eine elektrische Entladung in einem Wasserstoff-Argon-Gemisch erzeugt wird, lässt sich Graphen in Graphan umwandeln. In Graphan ist jedem Kohlenstoffatom ein Wasserstoffatom zugeordnet, und die Bindungsstruktur ähnelt dem sesselförmigen Cyclohexan. Graphan zerfällt oberhalb von 450 °C in Graphen und Wasserstoff. Graphan ist im Gegensatz zum Graphen ein elektrischer Isolator.

## Graphen-Übergitter
Periodisch gestapeltes Graphen und sein isolierendes Isomorph bieten ein faszinierendes Strukturelement für die Implementierung hochfunktioneller Übergitter auf atomarer Ebene, das Möglichkeiten für den Entwurf nanoelektronischer und photonischer Bauelemente bietet. Durch Stapeln von Graphen und seinen verwandten Formen können verschiedene Arten von Übergittern erhalten werden. Das Energieband in schichtgestapelten Übergittern reagiert empfindlicher auf die Barrierebreite als das in herkömmlichen III-V-Halbleiter-Übergittern. Wenn der Barriere in jeder Periode mehr als eine Atomschicht hinzugefügt wird, kann die Kopplung elektronischer Wellenfunktionen in benachbarten Potentialtöpfen erheblich reduziert werden, was zur Degeneration kontinuierlicher Teilbänder in quantisierte Energieniveaus führt. Bei Variation der Bohrlochbreite verhalten sich die Energieniveaus in den Potentialtöpfen entlang der L-M-Richtung deutlich anders als in denen entlang der K-H-Richtung.
Ein Übergitter entspricht einer periodischen oder quasi-periodischen Anordnung verschiedener Materialien und kann durch eine Übergitterperiode beschrieben werden, die dem System eine neue Translationssymmetrie verleiht, die sich auf ihre Phononendispersionen und anschließend auf ihre Wärmetransporteigenschaften auswirkt. Kürzlich wurden einheitliche Monoschicht-Graphen-hBN-Strukturen erfolgreich durch Lithographiemusterung in Verbindung mit chemischer Gasphasenabscheidung (CVD) synthetisiert. Darüber hinaus sind Übergitter von Graphen-hBN ideale Modellsysteme für die Realisierung und das Verständnis des kohärenten (wellenartigen) und inkohärenten (partikelartigen) Phonon-Wärmetransports.

## Doppelschicht-Graphen
Hier ergeben sich je nach Ausrichtung der beiden Gitter zueinander Moiré-Muster mit entsprechend stärkerer Kopplung der Bänder in beiden Schichten und neuen Transportphänomenen je nach Drehwinkel, was 2011 zur Vorhersage einer neuen Art von Supraleitung durch Allan H. MacDonald und Rafi Bistritzer bei einem bestimmten Drehwinkel führte, experimentell bestätigt durch ein Team am Massachusetts Institute of Technology unter Pablo Jarillo-Herrero 2017. MacDonald, Bistritzer und Jarillo-Herrero erhielten dafür 2020 den Wolf-Preis in Physik.

## Grundlagenforschung und mögliche Anwendung
Wegen der hohen elektrischen Leitfähigkeit von Graphen wird derzeit an der Frage geforscht, ob Graphen Silicium als Transistormaterial ablösen könnte. Erste Erfolge wie die Darstellung eines Graphit-Microchips konnten bereits verbucht werden. Mit graphenbasierten Transistoren sollten Taktraten im Bereich von 500 bis 1000 GHz möglich sein. IBM gelang es Anfang 2010, erstmals einen 100-GHz-Transistor auf Graphenbasis herzustellen. Nach Untersuchungen von Yanqing Wu und Mitarbeitern vom April 2011 scheint Kohlenstoff mit Diamantstruktur geeignete Substrate zu ergeben.
In der Grundlagenforschung dient Graphen als Modellsubstanz für zweidimensionale Kristalle: Es ist schwierig, das System in Form von Einzelschichten zu erhalten; erst im Jahre 2004 konnten die ersten kontaktierbaren „Graphen-Flocken“ erhalten werden. 
- Eventueller Einsatz in Superkondensatoren und Akkus[71][72]
- Als Graphenoxid ist es gasdicht und gleichzeitig permeabel für H2O-Moleküle. Dadurch ist ein Einsatz als Wasserfilter, Destillator und Dichtmittel vor allem als hermetische Versiegelung (sogar dicht für Helium) geeignet.[73]
- Eventueller Einsatz in der Photovoltaik als Solarzelle der dritten Generation mit einem Wirkungsgrad bis zu 60 %.[74] Jedoch erscheint dieser Ansatz nach neuerer Forschung nicht möglich.[75]
- Realisierung einer stabilen und haltbaren Speicherzelle für künstliche neuronale Netze mit Zwischenzuständen statt binären Werten[76]

Die Europäische Kommission hat 2013 im Rahmen der European Flagship Initiative beschlossen, die Erforschung von Graphen mit einer Milliarde Euro zu fördern.
Im November 2016 wird über eine neue Möglichkeit berichtet, Graphen als eine Art mechanisches Pixel für die Entwicklung neuartiger energieeffizienter Farbdisplays zu nutzen. Eine Membran aus Graphen über einer Luftkammer wölbt sich bei Druckunterschieden und einfallendes Licht wird in unterschiedlichen Farben reflektiert. Die Forscher glauben, dass man auf der Basis eine reflektive Displaytechnik entwickeln kann, die auf interferometrischer Modulation beruht.
Dem Fraunhofer-Institut für Organische Elektronik, Elektronenstrahl- und Plasmatechnik (FEP) ist es 2016/17 erstmals gelungen, OLED-Elektroden aus Graphen herzustellen. Das Verfahren wurde im EU-geförderten Projekt „Gladiator“ (Graphene Layers: Production, Characterization and Integration) gemeinsam mit Partnern aus Industrie und Forschung entwickelt und optimiert.
Das australische Unternehmen Talga verwendet seit den späten 2010er Jahren Graphen als Beimischung zu Beton, was ihn leitfähig macht und Zement einspart. Angestrebte Anwendungsfälle waren die Förderung der Elektromobilität durch induktives Laden von Elektroautos oder das Beheizen von Straßen. Seitdem hat sich herausgestellt, dass die Beimischung auch andere Eigenschaften von Beton verbessert aber auch die Kosten des Baustoffs um einen Faktor zwischen 5 und 10 erhöht.

## Auswirkungen auf Mensch und Umwelt
Im Jahr 2013 fanden Untersuchungen an der Brown University heraus, dass 10 μm dicke, wenig-schichtige Graphenflocken in der Lage sind, Zellmembranen in Lösung zu durchdringen. Es wurde beobachtet, dass sie zunächst über scharfe und gezackte Spitzen eindringen und so die Internalisierung von Graphen in die Zelle ermöglichen. Die physiologischen Auswirkungen davon bleiben unbekannt, und dies bleibt ein relativ unerforschtes Gebiet.
Mit Stand 2014 wurden bislang nur sehr geringe Mengen an Graphen produziert – meist in Kleinstmengen zu rein wissenschaftlichen Zwecken. Die Toxizität von Graphen wurde bislang noch nicht tiefergehend untersucht, ebenso wenig die möglichen Auswirkungen auf die Umwelt. Wissenschaftler der University of California, Riverside sehen die Forschungen hinsichtlich der von Graphen ausgehenden Gefahren auf dem Stand, den die Wissenschaft bezüglich Pharmazeutika und Chemikalien vor 30 Jahren erreicht hatte. Erste Veröffentlichungen zu diesem Thema lassen unter anderem erwarten, dass Graphen im Grundwasser eine hohe Mobilität aufweist und sich daher schnell verbreiten könnte.
Im selben Jahr zeigten Untersuchungen an der Stony Brook University, dass Graphen-Nanobänder, Graphen-Nanoplättchen und Graphen-Nanozwiebeln bei Konzentrationen von bis zu 50 μg/ml ungiftig sind. Diese Nanopartikel verändern die Differenzierung menschlicher Knochenmarksstammzellen zu Osteoblasten (Knochen) oder Adipozyten (Fett) nicht, was darauf hindeutet, dass Graphen-Nanopartikel bei niedrigen Dosen für biomedizinische Anwendungen sicher sind.
Eine 2016 von Lalwani et al. veröffentlichte Übersicht über die Toxizität von Graphen fasst die In-vitro-, In-vivo-, antimikrobiellen und umweltbedingten Wirkungen zusammen und beleuchtet die verschiedenen Mechanismen der Graphen-Toxizität.
Ein weiterer Übersichtsartikel, der 2016 von Ou et al. veröffentlicht wurde, konzentriert sich auf Nanomaterialien der Graphenfamilie (GFNs) und behandelt mehrere typische Mechanismen wie die physische Zerstörung von Zellen durch die scharfkantige Struktur, oxidativen Stress, DNA-Schädigung, Entzündungsreaktion, Apoptose, Autophagie und Nekrose.
Eine Studie aus dem Jahr 2020 zeigte, dass die Toxizität von Graphen von mehreren Faktoren abhängt, wie etwa Form, Größe, Reinheit, Verarbeitungsschritten nach der Produktion, oxidativem Zustand, funktionellen Gruppen, Dispersionszustand, Synthesemethoden, Verabreichungsweg und ‑dosis sowie Expositionszeiten.